# Alciphron

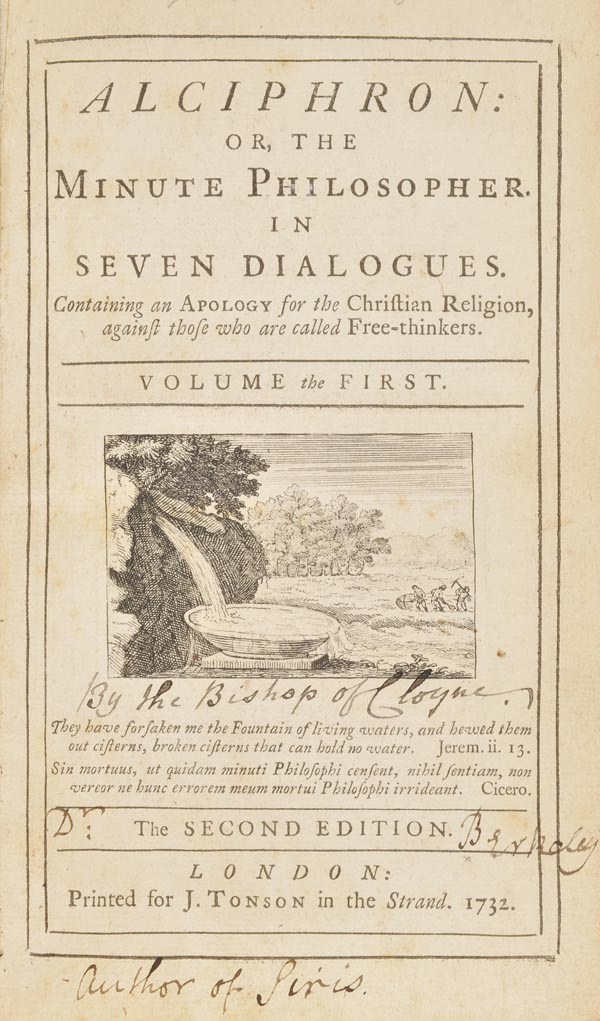
Titulní strana Alciphronu z roku 1732

Alciphron, nebo Minute Philosopher je antikatolický filosofický dialog od irského filosofa a teologa George Berkeleyho, ve kterém Berkeley bojuje s argumenty volnomyšlenkářů, jako byli Bernard Mandeville a Anthony Ashley Cooper útočících na křesťanství. Poprvé byla kniha publikována v roce 1732. O rok později v Leidenu vychází nizozemský překlad Mattheuse de Ruusschera.

## Obsah
Dialog je veden mezi čtyřmi postavami - volnomyšlenkáři Alciphronem a Lysiclem, Berkeleyho mluvčím Euphranorem, a poslední postavou je Crito, který představuje mluvčího tradičního křesťanství. Povětšinou mlčící vypravěč je pojmenován Dion.
Práce obsahuje dvě zvláště pozoruhodné části:
- Dialog IV, ve kterém Berkeley představuje originální teologický argument pro existenci Boha založeným na Berkeleyho teorii vizuálního jazyka, obhajovaném v Eseji o nové teorii vidění (poprvé publikovaným v roce 1709, a který byl součástí prvního vydání Alciphronu).[2]

- Dialog VII, ve kterém Berkeley představuje novou teorii jazyka, která byla srovnávána s jinou, obhajovanou Ludwigem Wittgensteinem ve svých Filozofických zkoumáních.[3]

V pozdější práci, The Theory of Vision or Visual Language … Vindicated and Explained (poprvé publikované roku 1733), Berkeley uvádí práci Alberto Radicatiho jako důkaz, že názory obhajované Lysiclesem nebyly příliš přehnané (para. 5).